# Phạm Lễ Chi
Phạm Lễ Chi (sinh 1953) là đại biểu Quốc hội Việt Nam khóa 12, thuộc đoàn đại biểu Quảng Ninh.